# Dogana delle Filigare
La Dogana delle Filigare è un edificio ubicato nel comune di Firenzuola.
Il complesso doganale, innalzato nel 1818 per volontà da Ferdinando III di Toscana verso il confine tra il Granducato di Toscana e lo Stato Pontificio, fu progettato da Luigi de Cambray Digny con la collaborazione di Giuseppe Manetti.
Originariamente disponeva di uffici e magazzini, che risaltavano nella spettacolare essenzialità delle sue geometrie: uno scarno ed elegante corpo di fabbrica su tre piani, affiancato da due ali simmetriche, più basse. 
Importante esempio di architettura dell'Illuminismo, la Dogana delle Filigare, a detta di Emanuele Repetti, "sorprendeva per la sua magnificenza il passeggere, nel vedere tanta grandezza all'ingresso della Toscana nella parte più alpestre e poco abitata dell'Appennino.